# صنیوت
صنیعوت یا عفّت در فرهنگِ یهود (عبری: צניעות) نخستین بار در کتاب میکاه ذکر گشته‌است. در تلمود بابلی، ربّی العازر بن صدوق شرحی بر آیهٔ صنیوت از کتاب میکاه نوشت و آن را با مفهوم عفت همراه کرد. (رساله سُکّه ۴۹:۳) شرایع یهودیت در واقع مردان و زنان یهودی را به پوشانیدن بدنشان امر کرده‌است. بر اساس هلاخا بر زنان واجب است که موی سر را بپوشانند؛ بر مردان نیز جایز نبود که سرناپوشیده چهار ذراع راه بروند یا تورات را تلاوت کنند. هر چند پوشش سر مردان بیشتر نمادی از تقوای الهی تلّقی می‌شد و از قوانین صنیوت دانسته نمی‌شد. بر اساس تورات، شنیدن صدای آواز زنان عروه یا برهنگی دانسته می‌شود. اگر زنی صدایش به قدری بلند بود که وقتی در خانه‌اش سخن می‌گفت، همسایگان قادر به شنیدن صدایش بودند، مرد حق داشت بدون پرداخت مهریه او را طلاق دهد. بر اساس قانون نگیا، تماس و دست دادن زن و مردی که وابستگی خانوادگی نزدیک ندارند، جایز نیست. بر اساس قانون ایحود، زن و مرد بیگانه از خلوت کردن با هم منع شده‌اند. در کنیسه‌های یهودی، زنان و مردان به وسیلهٔ پرده‌ای به نام مهیتزا از هم جدا می‌شوند. فتاوای یهودی همچنین اختلاط زنان و مردان در رقصیدن را جایز نمی‌دانند. بر اساس شولحان عاروخ، پوشیدن لباس جنس مخالف و نیز پوشیدن لباس کفّار ممنوع می‌باشد.

## استعمال در عمل

### لباس
نکتهٔ اصلیِ صنیوت در خصوصِ لباس این است که یک یهودی نباید به نحوی لباس بپوشد که جلبِ توجه کند. این بدین معنا نیست که فقیرانه بپوشد، بلکه مردان و زنان باید جوری بپوشند که بیش از حد بر ظاهرِ فیزیکی تأکید نکند یا توجهِ بیش از حد جلب نکند.

### پوشش مو

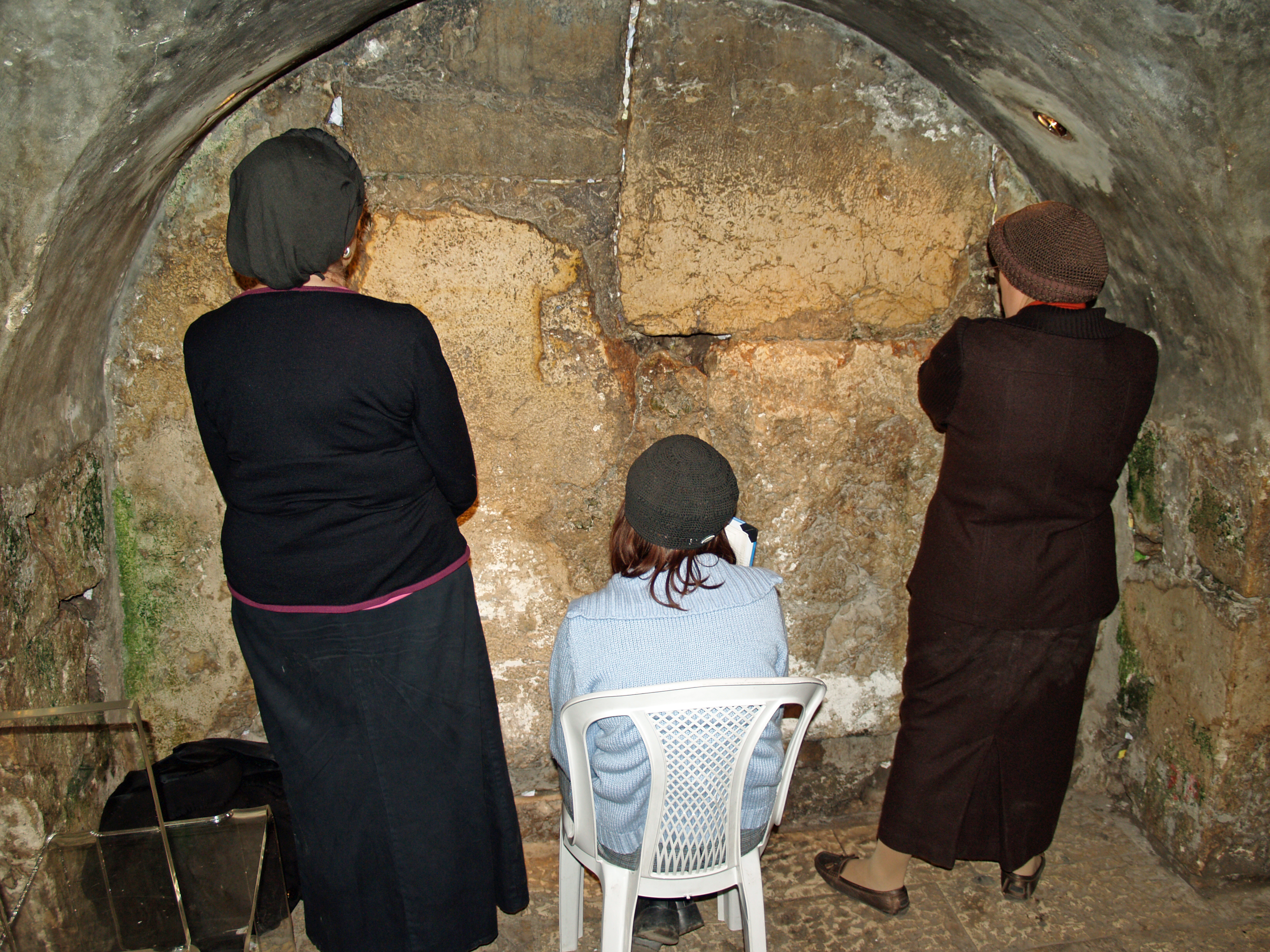
سه نوع پوشش موی رایج در بین زنان یهودی ارتدکس متأهل.

هلاخا زنان یهودی را ملزم می‌دارد که مویشان را بپوشانند؛ بر اساس تلمود این الزامی بر اساس کتاب مقدس است، که در این چارچوب قانون موسی خوانده می‌شود.

### صدای آواز زن

#### صدای آوازِ زن در یهودیت ارتدکس
در یهودیت ارتدکس، مردان عموماً مجاز نیستند که به صدای آواز زنان گوش بدهند. این ممنوعیت کول ایشا نام دارد. تلمود این را به عنوان اروا (عریانی در لغت) طبقه‌بندی می‌کند. دیدگاه اکثریت صاحبنظران هلاخایی این است که این ممنوعیت در همهٔ زمان‌ها اعمال می‌گردد و همچون دیگر ممنوعیت‌های طبقه‌بندی شده به عنوانِ اروا مرد را از نیایش یا خواندنِ تورات در حضورِ زنی که دارد آواز می‌خواند منع می‌کند. دیدگاهِ اقلیتی معتقد است که ممنوعیتِ کول ایشا صرفاً هنگام خواندنِ نماز شمع ییسرائل قابل اعمال است.